# Dolnje Orle
Dolnje Orle is een plaats in Slovenië en maakt deel uit van de gemeente Sevnica in de NUTS-3-regio Spodnjeposavska. De plaats telt 37 inwoners (2012).